# Раяковичі
45°44′ пн. ш. 15°19′ сх. д. / 45.74° пн. ш. 15.31° сх. д.
Раяковичі (хорв. Rajakovići) — населений пункт у Хорватії, в Карловацькій жупанії у складі міста Озаль.

## Населення
Населення за даними перепису 2011 року становило 0 осіб.
Динаміка чисельності населення поселення: